# Showview
El Sistema ShowView, desarrollado por la empresa GEMSTAR (filial de Macrovision ), es una tecnología de grabación incorporada en aparatos grabadores, tales como vídeos domésticos (VHS) o grabadoras de DVD. Para la utilización de este sistema, solamente son necesarios una videograbadora o una grabadora de DVD que incorpore la tecnología y un medio impreso que publique los números ShowView. Introduciendo el código en el mando a distancia del aparato grabador, se puede grabar instantáneamente o programar la grabación de los programas deseados.

## Historia
Inicialmente, el sistema fue lanzado por la empresa GEMSTAR en los Estados Unidos y Canadá, con el nombre VCR Plus+. Posteriormente, a principios de los 90, el sistema fue introducido por la misma empresa en el Reino Unido e Irlanda con el nombre VideoPlus+, en el resto de Europa y Sudáfrica con el nombre ShowView, y en Japón, China, Nueva Zelanda y Australia con el nombre G-Code. En Europa se consolidó en la mayoría de países, excepto en España.
En 1992, Ken Shirriff, Curt Welch y Andrew Kinsman hicieron públicos los algoritmos de codificación y descodificación que hasta ese momento habían sido propiedad exclusiva de GEMSTAR basándose en sus propios estudios. Solamente publicaron los algoritmos para códigos de hasta 6 dígitos. Posteriormente los algoritmos para códigos de 7 y 8 dígitos fueron publicados de forma anónima.

## Códigos de Canal Showview
Los códigos utilizados son series de 1 a 9 dígitos que se corresponden con los programas de televisión. Se generan mediante una fórmula algorítmica única que codifica los parámetros básicos que se utilizan en una grabación de video como son el día, el canal de TV, su hora de inicio o la hora de fin. Al introducirlo, el sistema ShowView activa automáticamente el contador del aparato grabador: sintonizando el canal adecuado en el momento preciso, grabando el programa y desconectando el grabador finalmente. 
Los códigos ShowView son un servicio editorial estándar en los listados de televisión. Se publican en más de 2000 publicaciones en más de 24 países. En Europa, los códigos ShowView se encuentran en prácticamente todos los periódicos nacionales y regionales así como en las principales revistas de TV y el teletexto.
Estos códigos están expresamente preparados para que a los programas con más audiencia o que se emiten en las franjas horarias más populares les correspondan las combinaciones con menos dígitos.
También hay que destacar que la codificación varía según la zona geográfica, ya que en determinados países las cadenas de televisión tienden a programar su parrilla de una forma determinada. Por ejemplo, en los Estados Unidos hay muchos programas de duración elevada, por encima de las 5 horas (por ejemplo, partidos de béisbol), y se suelen programar para que empiecen a unas horas fijas. En otros países, como el Reino Unido, hay mucha más variabilidad en cuanto a duración y horario de programas de televisión.

## PDC (Programme Delivery Control)
El Programme Delivery Control es un sistema creado por las cadenas de TV para identificar cada programa durante su emisión. De este modo, el sistema PDC se convierte en un complemento del sistema Showview y ofrece al usuario la posibilidad de grabar cualquier programa aunque surjan alteraciones en la emisión del mismo, tales como retrasos, prórrogas o anulaciones.
Esta señal PDC está compuesta de variables como el canal TV, la fecha y la hora de comienzo del programa. Un instante antes del inicio de éste, el canal TV envía la correspondiente señal PDC que hace que el vídeo se ponga en marcha y empiece la grabación. Durante la emisión la señal PDC es enviada a intervalos regulares de 30 segundos. Cuando el canal TV interrumpa la emisión de la señal PDC el vídeo deja de grabar y se apaga automáticamente.
Esta señal PDC se envía multiplexada con la señal del teletexto. La información del teletexto está dividida en paquetes de 40 bytes. El DPC se encuentra en el paquete número 30.
Toda la información técnica se puede encontrar y descargar en formato pdf de la ETSI  bajo la referencia ETS 300 231.

## VPS (Video Programming System)
En algunos países como Austria, Alemania, Suiza o la República Checa, se utiliza el sistema VPS (Video Programmier System) que es un sistema similar al PDC. La única diferencia con el PDC es la forma de enviarse la señal.
Mientras la señal PDC se manda junto a la del teletexto, la señal VPS se envía durante el proceso de borrado de línea vertical VBLANK; concretamente, en la línea 16.

## Funcionalidades
Showview permite la grabación de un programa en concreto. No es necesario buscar cuál es su hora de inicio. Basta con introducir el código de dicho programa.
Otra ventaja es la de no grabar la publicidad que se incorpora durante la emisión. Durante la publicidad, la cadena de TV deja de enviar el código del programa y el grabador deja de grabar. Una vez finalizada, la cadena de TV vuelve a enviar el código del programa y el grabador empieza a grabar de nuevo después del punto donde se paró. El resultado es la grabación de un programa sin cortes publicitarios.
También evita la contraprogramación. Puesto que se obvia la hora de inicio, si un programa es cancelado a última hora o es movido de la parrilla a otra hora, el grabador lo detectará y no grabará otro programa que no sea el que se ha introducido.
Además, otra ventaja es la grabación de programas alargados. Hay programas que se graban en directo y que es difícil establecer la hora de finalización. Con ShowView es posible grabar, por ejemplo, el tiempo de prórroga de un partido de fútbol.
Finalmente, también ofrece la ventaja de evitarse los retrasos de emisión. Es habitual que un programa empiece con un ligero retraso respecto la hora anunciada. Puesto que con ShowView sólo se graba la emisión de ese programa, si empieza con retraso no importa puesto que no tiene en cuenta la hora de inicio.

## PTY (Programme Type Indicator)
Este indicador tiene un parecido con el PDC. Mientras el PDC identifica programas, el PTY identifica áreas temáticas. Por ejemplo, si se desea grabar todos los programas científicos, bastará con introducir el código PTY del área científica. 
Existe una opción de grabar las emisiones de emergencia. Esto es útil si se desea grabar cualquier información de última hora en cualquier canal.